# Après la mort (film)
Pour plus de détails, voir Fiche technique et Distribution.
Après la mort (После смерти, Posle smerti) est un film russe réalisé par Evgueny Bauer, sorti en 1915. C'est l'adaptation de la nouvelle Clara Militch d'Ivan Tourgueniev.

## Synopsis
Le jeune scientifique Andreï Bagrov vit reclus. Un jour, son ami Tsenine parvient à l'amener à la soirée de la princesse Tarskaïa, où Andreï tombe sous le charme de l'artiste Zoïa Kadmina. Il la rencontre de nouveau lors d'une soirée littéraire. Là, Zoïa essaye de lui donner un rendez-vous. Mais en raison de son indécision et de son inexpérience, le jeune homme la rejette sans même écouter jusqu'au bout. Bientôt, il apprend dans le journal que Zoïa s'est suicidée en prenant du poison. Dans sa lettre d'adieux, il était écrit que l'amour non partagé l'avait poussée à cet acte. Bagrov se rend à Kazan, où il rencontre la famille de sa bien aimée. La sœur de la défunte lui remet le journal de Zoïa et sa photo. De retour à Moscou, Andreï commence à lire le journal dont il ne se sépare plus. Bientôt, Zoïa commence à lui apparaître constamment dans des hallucinations. Cela épuise beaucoup Andreï. Un jour, il perd connaissance et lors qu’il reprend ses esprits, il aperçoit les mèches noires de Zoïa dans ses mains. Andreï dépérit de jour en jour, et voyant une fois de plus Zoïa l'appeler, il serre son cœur et meurt avec un sourire aux lèvres.

## Fiche technique
- Titre anglais ou international : After Death
- Réalisation : Evgueny Bauer
- Photographie : Boris Zavelev
- Musique : Neil Brand
- Production : Aleksandr Khanzhonkov
- Société(s) de production : Alexandre Khanjonkov
- Pays d'origine :  Empire russe
- Langue originale : film muet
- Format : noir et blanc - 35 mm - 1.33,1
- Genre : drame
- Durée : 46 minutes
- Dates de sortie :
  - Empire russe : 29 décembre 1915

## Distribution
- Vitold Polonski : Andreï Bagrov
- Olga Rakhmanova : Kapitolina Markovna, sa tante
- Vera Karalli : Zoïa Kadmina
- Maria Khalatova : sa mère
- Tamara Gedevanova : sa sœur
- Marfa Kassatskaïa : Princesse Tarskaïa
- Georg Asagaroff : ami d'Andreï